# Devět princů Amberu
Devět princů v Amberu (anglicky Nine Princes in Amber) je první díl fantasy cyklu Amber autora Rogera Zelaznyho, vydaný v originále roku 1970. V češtině vyšel poprvé roku 1992 pod názvem Vládci stínů v překladu Jany Peškové. Tomuto českému vydání byla udělena cena Koniáš za nejhorší překlad roku 1992. V roce 2006 pak vyšlo dílo v novém českém překladu Jana Kantůrka a Michaela Bronce.

## Svět Amberu
Amber je jediný skutečný svět. Všechny ostatní světy jsou tvořeny stíny, které jsou jen obrazem Amberu. Vládne zde královský rod, ale starý král Oberon po několika tisíci letech vládnutí zmizel. Pozůstalí synové bojují o moc, nadvládu a trůn. Jejich sestry jim podle měnící se situace různě pomáhají a překlápějí rovnováhu sil. Členové královského rodu mají ve svých genech speciální vlastnosti, dlouhověkost, rychlou regeneraci poranění, nadlidskou sílu a schopnost dokonale ovládat chladné zbraně. Ze záhadných důvodů v království Amberu střelný prach nehoří, takže se všechny boje odehrávají pomocí mečů, dýk a kopí.
Svět Amberu, schopnosti členů královského rodu, jejich moc, postavení, síla a vlastnosti jsou založeny na Vzoru. Každý člen rodu musí v určitém věku projít Vzorem, tím získá nadlidské vlastnosti a schopnost manipulovat se stíny a tak si vytvářet světy tvořené stíny mimo Amber. Jenom oni mohou Vzorem projít, jiný člověk to nemůže přežít. Jeden Vzor je na hradě v Amberu, druhý pod vodou v Rebmě, která je odrazem Amberu v moři, třetí je v měsíčním městě na nebi.
Pohyb osob královského rodu mezi Amberem a stíny je možný třemi způsoby. Jeden způsob je vejít do Vzoru a okamžitě se dostat na kýžené místo, druhý je využít trumfů ze speciálního balíčku karet, kde každému členu rodu odpovídá jeden trumf. Pomocí těchto karet mohou členové rodiny navazovat kontakt, navzájem si pomáhat anebo se navzájem přenášet. Kontakt navazuje jeden člen rodiny pomocí konkrétního trumfu jiné osoby a koncentrace myšlenek. Jak Vzor tak i balíčky karet vytvořil pro krále Oberona mistr Dworkin. Třetí cesta je nejkomplikovanější, ale nejčastěji používaná, je to postupné měnění okolního světa stínů. Trvá to sice dlouhou dobu (i několik dní či týdnů), ale člen královské rodiny, který prošel Vzorem, to může udělat kdykoliv a kdekoliv a může za sebou vézt celou armádu nebo loďstvo jiných osob ze stínů. Takto Ambeřané získávají armádu, speciální koně, lovecké psy či jiná zvířata.
Protipólem světa Amberu je místo na druhém konci opravdového světa, zvané Dvory Chaosu. Zde jsou síly a mocnosti, se kterými budou muset vládcové Amberu svést nelítostný boj o udržení nadvlády nad jejich královstvím a tím i nad celým světem. V rozdílných stínech, v různých částech toho ne skutečného světa plyne čas různě, princové používají tento jev k taktizování a dosažení svých cílů. Členové královské rodiny jsou vlastně nesmrtelní z hlediska stárnutí či nemocí, umírají pouze násilnou smrtí ve válkách, v boji či pokud jsou zákeřně zavražděni.

## Shrnutí děje
V románu Devět princů Amberu, v úvodním díle ságy z jediného skutečného světa Amberu, se Princ Corwin probouzí v nějaké nemocnici a jelikož trpí ztrátou paměti, neví ani, jak se jmenuje. Podaří se mu utéci a najít útočiště u své sesry. Jak se mu postupně paměť vrací, zjišťuje kým je a že nemůže nikomu věřit. Připojí se k němu jeho bratr Random a s jeho pomocí se dostane zpět do Amberu. Tam se dostane do podvodního města Rebmy, projde Vzorem, v pevnosti se střetne s bratrem Erikem a nakonec se ve stínech spojí s jiným bratrem Bleysem. Společně shromáždí velikou armádu, se kterou chtějí dobýt Amber a svrhnout samozvaného vládce Erika. Nakonec bitvu prohrají, Corwin je zajat a uvězněn. Erik se nechá korunovat a Corwina oslepí. Ten je víc než tři roky v žaláři, zrak se mu zregeneruje a nakonec pomocí Dworkina z žaláře uteče.

## Děj románu

### I.
Hlavní hrdina románu se probudí spoutaný na neznámém místě na nemocničním lůžku a zjišťuje, že mu jsou pravidelně podávány drogy. Neví jak se jmenuje, ani jak se sem dostal. Chce pryč, ale nemocniční personál mu to nechce dovolit. Přestože utrpěl před 14 dny vážná zranění, několikanásobné zlomeniny nohou, je schopen vstát, rozbít si sádru na nohou, přemoci silného ošetřovatele a dostat se do kanceláře. Zde získá základní informace o svém jménu, o své sestře, která financuje jeho pobyt. Personál odzbrojí, získá oblečení, pistoli a peníze a vypraví se z nemocnice Greenwood jako Carl Corey, aby našel sestru Evelyn Flaumelovou.

### II.
Krátkou dobu stráví tím, aby setřásl své eventuální pronásledovatele a nakonec dorazí ke své údajné sestře. Do domu je uveden služebnou a je přijat pohlednou ženou, kterou nepoznává. Ovšem mluví obratně, v náznacích a spíš se snaží informace dostávat než nějaké dát. Pořád se dozvídá další a další detaily, a s každým novým jménem se mu vybavují vzpomínky. Nejhůř reaguje na jméno Erik, k němu pociťuje neskutečnou nenávist. Zazní jména Caine, Julian, Erik, Corwin, Bleys, Florimel, a jsou mu strašně povědomá. Nakonec zjistí že on se jmenuje Corwin, jeho sestra není Evelyn ale Florimel, a Erik je jeho největší nepřítel, i když je to vlastní bratr. Nakonec Florimel pronese slovo Amber, které ho zasáhne jako blesk a probudí v něm dávno skryté mocné a elektrizující emoce.

### III.
Corwin se snaží co nejrychleji v sídle své sestry regenerovat, užívá si jídla, pití a cigaret. Přijde na to, že umí šermovat, v tajné zásuvce psacího stolu najde balíček karet s trumfy a postupně poznává osoby na nich nakreslené. Každý člen rodiny je vyobrazen v charakteristickém postoji a v ošacení, které má barvy jeho osobnosti (např. Corwin černá a stříbrná, Florimel mořská zelená). Nakonec si přizná, že to jsou všechno jeho sourozenci. Karty vrátí, ale pořád ho vzrušuje tajemné slovo Amber. Dlouho zvoní telefon, ve kterém se po zvednutí ozve jeho bratr Random, který je pronásledován šesticí divných tvorů. Požádá o pomoc, kterou mu Corwin slíbí. Florimel se vrátí a dojde k delší diskusi ohledně karet a důvodu proč je Florimel ve stínu zvaném Země. Nakonec se ukáže, že Florimel je taky ve vyhnanství stejně jako Corwin, a jejím úkolem je ho hlídat a podávat veškeré informace Erikovi. Nakonec se dohodnou, že Corwin se o to pokusí (i když on vůbec neví o co se vlastně má pokusit) a získá její podporu.

### IV.
Poté, co Random dorazí, vtrhne do domu šest pronásledovatelů, divných lidí ze stínů, společně je s Corwinem za pomoci šestice irských vlkodavů, zlikvidují. S Randomem se taky dohodnou, že se spojí proti Erikovi a okamžitě se autem vypraví přes stíny do Amberu. Cesta je často blokovaná, plná překážek, ale Random obratně mění skutečnost, tu něco přidá, aby se to blížilo Amberu, tu zase něco ubere, co je tam navíc. Mění se kolem nich příroda, nebe, obyvatelé, i peníze v peněžence, nakonec i jejich oblečení. Corwin vůbec nechápe, co se to děje a jak to vlastně Random dělá. Nakonec se dostanou do skutečného světa, do Ardenského lesa, kde na ně se svojí družinou zaútočí Julian na koni Morgensternovi. Probíhá vyčerpávající honička, nakonec se jim Juliana podaří zajmout a v bezpečí jedou dál. Nakonec ho nezabijí, ale pustí na svobodu. Poté opustí cestu a nakonec se uchýlí do lesa. Tam najdou sestru Deirdre, přivázanou ke stromu. Zabijí stráže, osvobodí ji a utíkají k Rebmě, zrcadlovému obrazu Amberu, kde žije jejich sestra Llewella. Random s nimi nechce jít, protože tam spáchal v minulosti nějaké hříchy a bojí se trestu.